# Мангышлакский уезд
Мангышлакский уезд — административная единица в составе Закаспийской области, существовавшая в 1882—1920 годах. Центр — Александровский форт.

## История и административное деление
Мангышлакский уезд в составе Закаспийской области был образован в 1882 году из Мангышлакского приставства, существовавшего с 1868 года.
По состоянию на январь 1920 года в уезде было 10 волостей: 1-я Бузачинская, 2-я Бузачинская, 3-я Бузачинская, Джеменеевская, 1-я Мангышлакская, 2-я Мангышлакская, Раимбердинская, Туркмен-Адаевская, Туркменская, Тюб-Караганская.
26 августа 1920 года Мангышлакский уезд, а заодно и 4 и 5 Адаевские волости Красноводского уезда были переданы создаваемой Киргизской АССР (ныне — Казахстан). Уже 25 октября 1920 года эти территории были преобразованы в один уезд под названием Адаевский.

## Население
По данным переписи 1897 года в уезде проживало 68,6 тыс. чел. В том числе казахи — 93,1 %; туркмены — 4,0 %; русские — 2,6 %. В Александровском форте проживало 895 чел.